# Joseph Buttler
Joseph Buttler (* 15. April 1902 in Hammelburg; † 1. August 1962 in Darmstadt) war ein hessischer Politiker (NSDAP) und ehemaliger Abgeordneter des Landtags des Volksstaates Hessen in der Weimarer Republik.

## Familie und Beruf
Joseph Buttler, der katholischer Konfession war, war der Sohn von Thekla Buttler, der Vater ist nicht bekannt. Joseph Buttler war verheiratet mit Katharina, geborene Edelmann. Er arbeitete als Hilfsarbeiter in Darmstadt-Eberstadt.

## Politik
Buttler trat vermutlich 1930 der NSDAP bei (Mitgliedsnummer 218.077) und gehörte 1931 bis 1932 dem Landtag an.
Am 15. Februar 1932 verletzte er sich mit einer Schusswaffe selbst. Die Polizei ging zunächst von einem Attentat aus.